# Lista das cidades mais populosas da Suíça
Esta é a lista de cidades da Suíça com mais de 10 000 habitantes, segundo a Swissinfo.
A lista apresenta as projeções da população de 2004 até 2021. Atualmente, a maior cidade do país é Zurique, com quase 458 mil habitantes.

## Cidades
| Posição (#) | Cidade            | 2021    | 2020    | 2019    | 2018    | 2017    | 2016    | 2015    | 2014    | 2013    | 2012    | 2011    | 2010    | 2009    | 2008    | 2007    | 2006    | 2005    | 2004    |
| ----------- | ----------------- | ------- | ------- | ------- | ------- | ------- | ------- | ------- | ------- | ------- | ------- | ------- | ------- | ------- | ------- | ------- | ------- | ------- | ------- |
| 1           | Zurique           | 457.836 | 445.139 | 434.008 | 425.518 | 416.115 | 403.797 | 394.252 | 384.931 | 376.799 | 365.541 | 359.370 | 352.887 | 347.569 | 341.449 | 337.396 | 333.604 | 326.948 | 321.303 |
| 2           | Genebra           | 204.120 | 201.544 | 198.979 | 196.017 | 193.501 | 190.837 | 187.004 | 185.062 | 182.389 | 179.114 | 174.428 | 170.515 | 167.800 | 161.944 | 156.072 | 150.721 | 145.909 | 139.641 |
| 3           | Basileia          | 182.357 | 179.323 | 175.940 | 172.334 | 169.543 | 166.182 | 163.664 | 160.512 | 157.432 | 153.561 | 149.913 | 146.230 | 142.109 | 136.332 | 132.374 | 132.040 | 131.646 | 131.563 |
| 4           | Berna             | 145.301 | 139.562 | 133.798 | 126.380 | 122.255 | 118.646 | 112.025 | 107.436 | 99.861  | 95.848  | 90.126  | 87.703  | 84.603  | 78.485  | 74.533  | 70.023  | 66.149  | 62.202  |
| 5           | Lausana           | 134.041 | 132.807 | 131.344 | 129.591 | 128.322 | 126.777 | 125.410 | 124.780 | 123.351 | 125.823 | 128.227 | 125.005 | 120.481 | 117.099 | 113.206 | 108.771 | 103.989 | 97.452  |
| 6           | Lucerna           | 78.149  | 77.358  | 76.156  | 75.536  | 74.943  | 74.231  | 73.998  | 73.510  | 73.149  | 72.329  | 71.855  | 71.247  | 70.652  | 70.043  | 69.975  | 69.582  | 69.104  | 68.715  |
| 7           | Friburgo          | 36.881  | 36.106  | 34.764  | 34.422  | 34.075  | 33.835  | 33.497  | 33.006  | 32.552  | 32.488  | 32.417  | 32.395  | 32.376  | 32.345  | 32.329  | 32.303  | 32.287  | 32.253  |
| 8           | Lancy             | 29.084  | 28.924  | 28.821  | 28.801  | 28.762  | 28.740  | 28.719  | 28.686  | 28.630  | 28.708  | 28.732  | 28.767  | 28.501  | 28.463  | 28.208  | 28.117  | 28.066  | 27.907  |
| 9           | Yverdon-les-Bains | 27.453  | 27.608  | 27.961  | 28.125  | 28.309  | 28.469  | 28.628  | 28.714  | 28.923  | 29.090  | 29.139  | 29.181  | 29.211  | 29.230  | 29.196  | 29.155  | 28.837  | 28.665  |
| 10          | Dietikon          | 21.806  | 21.744  | 21.822  | 21.783  | 21.603  | 21.571  | 21.537  | 21.499  | 21.436  | 21.360  | 21.309  | 21.225  | 20.845  | 20.277  | 19.600  | 19.116  | 18.567  | 18.002  |
| 11          | Carouge           | 19.843  | 19.986  | 20.071  | 20.208  | 20.250  | 20.312  | 20.374  | 20.446  | 20.493  | 20.523  | 20.635  | 20.702  | 20.792  | 20.963  | 20.921  | 20.875  | 20.756  | 20.710  |
| 12          | Kloten            | 18.276  | 18.321  | 18.373  | 18.411  | 18.474  | 18.503  | 18.567  | 18.616  | 18.679  | 18.922  | 18.986  | 19.044  | 19.097  | 19.145  | 19.209  | 19.423  | 19.507  | 19.581  |
| 13          | Aarau             | 15.753  | 15.712  | 15.649  | 15.616  | 15.566  | 15.512  | 15.484  | 15.491  | 15.503  | 15.524  | 15.719  | 15.875  | 16.159  | 16.367  | 16.383  | 16.584  | 16.802  | 16.731  |
| 14          | Locarno           | 15.054  | 14.969  | 14.836  | 14.748  | 14.667  | 14.534  | 14.459  | 14.359  | 12.329  | 12.015  | 11.877  | 11.750  | 11.648  | 11.591  | 11.332  | 11.193  | 11.001  | 10.857  |
| 15          | Schwyz            | 14.417  | 14.388  | 14.162  | 14.052  | 13.949  | 13.872  | 13.823  | 13.880  | 13.756  | 13.648  | 13.585  | 13.406  | 13.375  | 13.289  | 13.183  | 13.089  | 12.943  | 12.876  |
| 16          | Delémont          | 12.727  | 12.704  | 12.689  | 12.625  | 12.590  | 12.433  | 12.399  | 12.326  | 11.571  | 11.046  | 10.804  | 10.631  | 10.447  | 10.225  | 10.058  | 9.754   | 9.448   | 9.297   |
| 17          | Davos             | 11.204  | 11.193  | 11.166  | 11.103  | 11.973  | 11.940  | 11.896  | 11.820  | 11.504  | 11.227  | 11.023  | 10.848  | 10.587  | 10.304  | 10.083  | 9.891   | 9.502   | 9.300   |

## Ordem alfabética
1. Aarau
2. Basileia
3. Berna(Capital)
4. Carouge
5. Davos
6. Delémont
7. Dietikon
8. Friburgo
9. Genebra
10. Kloten
11. Lancy
12. Lausana
13. Locarno
14. Lucerna
15. Schwyz
16. Zurique
17. Yverdon-les-B
18. ains